# Ландскрона
Ландскрона, или Ландскру́на (швед. Landskrona «венец, корона земли») — крепость, основанная в 1300 году шведами на Охтинском мысе, при впадении реки Охты в Неву. В 1301 году взята новгородцами и полностью разрушена.

## Начало Новгородско-шведской войны
После завоевания шведами во второй половине XII — первой половине XIII века Юго-Западной и Центральной Финляндии их экспансия была приостановлена на несколько десятилетий. Новая серия новгородско-шведских столкновений началась лишь в 80-х годах XIII века. В 1283 году шведы, пройдя через Неву, совершили набег на новгородские земли, но на обратном пути были перехвачены новгородцами на реке Неве. На следующий год новый отряд шведов был разгромлен новгородцами в устье Невы. 1292 год ознаменовался взаимными набегами новгородцев и шведов.
Третий шведский крестовый поход 1293 года ознаменовал начало нового этапа боевых действий. Официальной целью похода было обращение «язычников» в христианскую веру, реальной же — укрепление шведского господства в Юго-Западной Карелии. В результате похода был основан город Выборг, долгое время бывший центром шведского господства. Вскоре под его власть попало 14 карельских общин. Город перехватил оживлённый торговый путь по реке Вуоксе, шедший из Балтийского моря в Ладожское озеро, и угрожал устью Невы, представлявшей для новгородцев главный выход в море. Из-за внутрирусских междоусобиц новгородцы смогли организовать поход на Выборг только зимой 1294 года, но и тогда они сумели выделить для него сравнительно небольшие силы, в результате чего поход окончился неудачей.
В 1295 года шведы попытались закрепиться на другом конце Вуоксинского водного пути, захватив город Корелу, находившийся на втором устье реки Вуоксы, впадающей в Ладожское озеро. Таким образом шведы не только укрепляли своё господство на Карельском перешейке, но и отрезали финские племена от прямого сообщения с Новгородской республикой. Наученные горьким опытом, новгородцы немедленно выслали войско, овладели городом и перебили весь гарнизон, из которого спаслись только два человека.
Потерпев неудачу в Приладожье, шведы решили перенести остриё удара на берега Невы. Захват главного выхода новгородцев к морю ставил под шведский контроль всю торговлю и экономическую жизнь Великого Новгорода и значительной части Руси.
Новгородцы в те годы не имели никаких укреплений в устье Невы. От ближайших крепостей (Копорья, Ладоги и Корелы) до устья Невы было два-три дня пути, а от Новгорода путь занимал более недели. Содержание там новгородской крепости стоило бы крупных затрат, и при этом она постоянно подвергалась бы опасности захвата с моря.
План шведов заключался в том, чтобы в течение летнего сезона, под прикрытием крупного войска, построить сильную крепость, гарнизон которой будет способен выдержать нападение новгородцев в течение зимы, когда основная часть шведского войска вернется в Швецию.

## Основание Ландскроны
Одно из первых упоминаний об основании этой крепости содержится в новгородских летописях (НПЛ, Н4Л):

В лето 6808 (1300 год) ... Того же лета придоша из замория Свей в силе велице в Неву, приведоша из своей земли мастеры, из великого Рима от папы мастер приведоша нарочит, поставиша город над Невою, на усть Охты рекы, и утвердиша твердостию несказаньною, поставиша в нём порокы, похвалившеся оканьнии, нарекоша его Венець земли...

Шведское правительство понимало, что основание шведского города на Неве, затрагивающее жизненно важные интересы Новгородской республики, должно было вызвать намного более мощное противодействие новгородцев, чем предыдущие действия шведов, поэтому походу предшествовала серьёзная подготовка. Были собраны корабли и воины из многих областей Швеции, было заранее закуплено большое количество продовольствия. Для участия в походе был нанят опытный мастер-фортификатор из Италии, которому должно было помогать множество мастеров-строителей из Швеции. Во главе похода встал Торгильс Кнутссон, фактический правитель Швеции. Предполагается, что в походе участвовало 30-50 кораблей и 1100 воинов (возможно, в это число входят только «благородные»). Никогда ещё в устье Невы не входил такой крупный вражеский флот.
Шведы вышли из Стокгольма 30 мая 1300 г.

Жать на язычников конунг хотел,

крепость Ландскруна построить велел.

Воинов одиннадцать сотен собрали.

Плыли из Швеции в дальние дали.

Думаю я, по Неве никогда

раньше не плыли такие суда.

Скоро прекрасную гавань нашли,

ставя по штевням свои корабли.

Сверху мостки на борта привязали,

волны и ветер чтоб их не угнали.

Между Невою и Чёрной рекой

крепости быть с неприступной стеной,

в месте, где рек тех сливались пути

(лучше для крепости им не найти).

С юга к заливу Нева протекала,

с севера Чёрная речка впадала.

(«Хроника Эрика», строки 1462—1477, пер. Александра Желтухина)

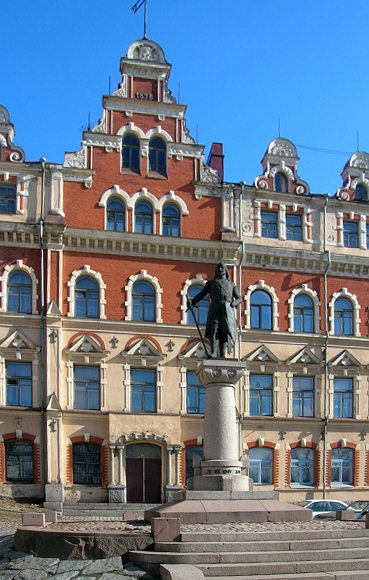
Памятник Кнутссону в Выборге, основателем которого он считается

Место для основания крепости, скорее всего, было выбрано заранее. Ландскрону начали строить на мысу, образованном впадением Охты в Неву. Это было самое близкое к морю место, никогда не затапливаемое водой. Охта служила хорошей естественной гаванью для флота. Охта и Нева прикрывали будущую крепость с трёх сторон, и только с востока для врага не было препятствий. Именно в этом месте и начали копать рвы для защиты. Место было очень удобное — не случайно, что на этом же месте впоследствии возникло селение Невское устье, а через триста лет была основана крепость Ниеншанц.
Нападение шведов застало новгородцев врасплох. Князь Андрей Александрович отсутствовал. Несмотря на это, новгородцы начали собирать силы для контрудара. Вскоре шведы получили известия, что русские накапливают силы на одном из островов Ладожского озера. Укрепления ещё не были построены, поэтому шведское командование решило напасть на русских первыми. Был послан крупный отряд на кораблях, но, выйдя в озеро, он попал в шторм и был вынужден пристать к западному берегу. Пережидая бурю, воины занимались грабежом окрестных селений, но когда буря на пятый день утихла, оказалось, что у шведов кончились запасы, и они вынуждены были вернуться в Ландскрону, не выполнив задачи. На Ореховом острове была оставлена шведская застава. При приближении русского войска дозорные отступили в Ландскрону.
Русские, высадившись на берегу, предприняли попытку сжечь шведские корабли. Нарубив дерева, они сделали огромные плоты, «высокие, как дома», подожгли их и спустили вниз по Охте, в устье которой стоял шведский флот. К счастью для шведов, они вовремя заметили опасность и успели с помощью бревна преградить путь плотам.
Крепость ещё не была достроена, но ров был уже вырыт. Русские, подойдя к крепости по суше, бросились на штурм, пытаясь преодолеть ров. Бой был ожесточённым, но шведы, совершив вылазку, сумели отбить штурм. Русские отошли к опушке леса, укрывшись за сделанными ими засеками, после чего стороны заключили перемирие на сутки. Шведское войско начало готовиться к новому бою, но наутро оказалось, что русское войско ушло. Видимо, командование новгородцев пришло к выводу, что в данных условиях они не смогут взять Ландскрону.
После ухода новгородцев шведы продолжали строительство укреплений до осени. Когда крепость была построена, в ней оставили гарнизон из 300 воинов, а остальное войско отправилось домой, по дороге разграбив окрестности. Шведский флот вернулся в Стокгольм 29 сентября 1300 года. В «Хронике Эрика» сообщаетсяо о том, что Ландскрону окружал ров, за которым стояли крепостные стены с восемью башнями.

## Крепость
Итальянские и шведские крепости в те годы строились из камня. Присутствие в войске итальянских и шведских строителей заставляет предполагать, что, по первоначальному плану, Ландскрона тоже должна была строиться из камня. Но в окрестностях города не было выходов естественного камня или гранитных валунов, поэтому была построена дерево-земляная крепость.
Укрепления Ландскроны в пределах первого оборонительного рва представляла собой в плане прямоугольник размером около 13 000 м². Сама крепость имела квадратное сечение 90X90 метров и была окружена двумя параллельными рвами глубиной более 2 метров. Каждый ров представлял собой в разрезе трапецию, стенки рва имели угол наклона около 40°. Ширина внешнего рва по дну около 15 метров, ширина внутреннего, находившегося в 14—15 метрах за первым, — 11 метров. От оплывания стенки рва были выложены деревянными плахами — расколотыми пополам брёвнами сосен, уложенными по склону вплотную друг к другу.
Участок местности, выбранный для строительства, был неровным, и строители завалили низины ветками деревьев, а сверху, по всей площади крепости, для выравнивания создали дерево-земляную платформу. В её основе были ряды деревянных клетей шириной 8—16 метров, засыпанные дёрном, песком и другими материалами. Гарнизон крепости имел на вооружении пороки и арбалеты, в том числе тяжёлые, установленные на стационарных креплениях (станковые). В западной части крепости находилась башня, представлявшая собой в плане квадрат 5,5 x 5,5 метров, срубленный из брёвен диаметром до 30 см в лапу. Башня была заглублена в грунт на два метра ниже уровня Невы, имела колодец и, возможно, использовалась как наблюдательная.
Крепость представляла собой мощное оборонительное сооружение, созданное настоящими мастерами.

## Штурм крепости

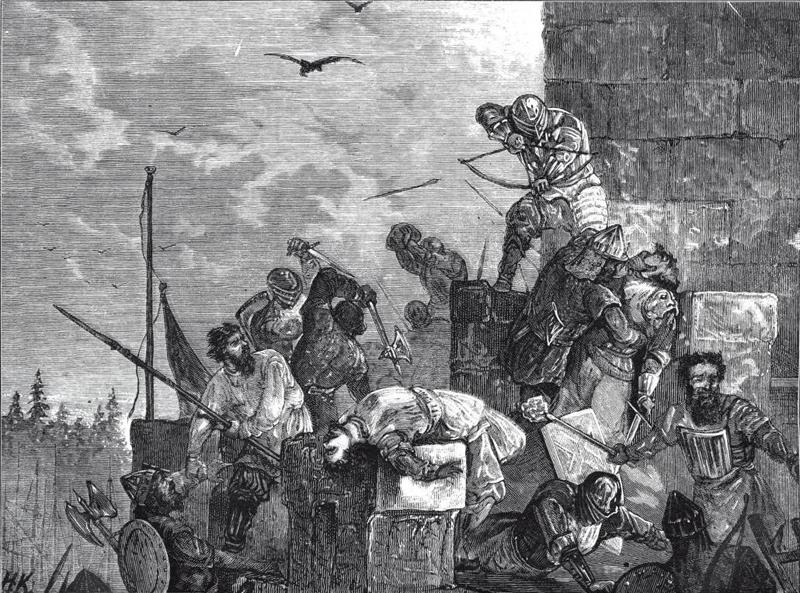
Взятие русскими Ландскроны

Захват шведами устья Невы и неудачный штурм Ландскроны вызвали большое беспокойство в Новгороде. Было ясно, что, если не взять крепость до начала навигации, гарнизон Ландскроны получит подмогу и разгромить шведов станет ещё труднее. Новый поход стал общерусским делом. В Новгород с войском прибыл великий князь Андрей Александрович, вставший во главе похода. Был произведён сбор новгородского ополчения, к войску присоединились отряды карел. На помощь новгородцам шёл князь Михаил Ярославич Тверской.
Положение шведов в Ландскроне было очень тяжёлым. После ухода основных сил гарнизон не имел никакой связи со Швецией. Значительная часть продуктов испортилась, что привело к болезням и множеству смертей. Местное население было настроено против захватчиков, и гарнизон находился как в осаде, не имея возможности добыть свежую провизию. В крепости осталось мало людей, способных сражаться, а те, что остались, утратили боевой дух. Единственная надежда была на помощь из Швеции, которая должна была прибыть с началом навигации.
Передовой отряд русских подошёл к крепости в мае и, не останавливаясь, проследовал в сторону устья Невы. Шведы во главе с комендантом совершили вылазку, но попали под удар и вернулись. Комендант крепости был ранен. С подходом главных русских сил начался штурм. Он продолжался без остановки днём и ночью, уставший отряд сменялся новым. Шведы не имели возможности для передышки, и вскоре произошёл перелом. В крепости возник пожар, русские ворвались внутрь и перебили большинство защитников. Небольшая группа воинов отступила в одну из башен и какое-то время продолжала сопротивление, но была вынуждена сдаться. Археологические находки показывают, что главный удар при штурме Ландскроны был нанесён с юго-востока (со стороны современного Комаровского моста).
Ландскрона пала 18 мая 1301 года, крепость была сожжена и разрушена, так закончилась крупнейшая на то время попытка шведов закрепиться на Неве.
Победители вернулись с пленными домой. Отряды тверского князя, не успевшие к бою, вернулись в Тверь.

## Окончание войны

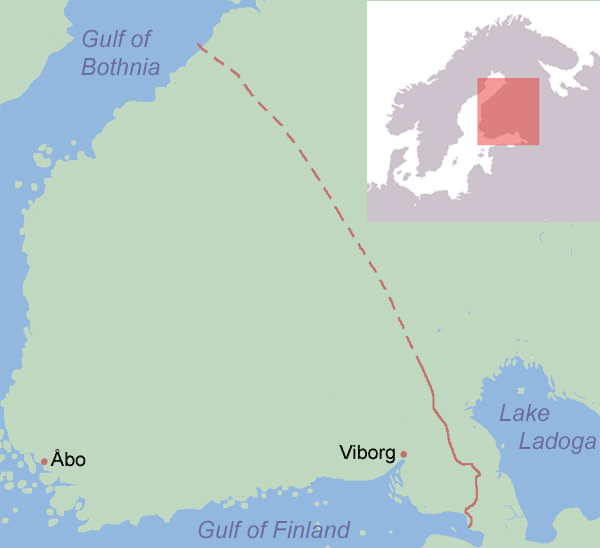
Граница между Швецией и Великим Новгородом по Ореховскому договору 1323 года.

После падения Ландскроны война продолжалась более 20 лет, но Швеция уже не предпринимала подобных наступательных операций. Провал похода способствовал падению Торгильса Кнутссона и последовавшей за тем казни. Военные действия шведов заключались в основном в грабительских набегах и пиратстве, что вызвало недовольство Ганзы, потребовавшей возмещения убытков и гарантий свободного судоходства.
В 1310 году новгородцы построили новые укрепления в крепости Корелы. 
В 1311 году русские совершили крупный поход на судах в Центральную Финляндию. В 1313 году шведы разграбили Ладогу. 
В 1314 году сторонники Швеции в Кореле перебили русских и передались шведам, но при стремительном подходе русского войска верх одержали сторонники русской власти, впустившие новгородцев в город. Шведы и их сторонники были перебиты.
1317 год — новый поход шведов на Ладожское озеро. В 1318 году новгородцы совершили крупный набег на Финляндию, в ходе которого взяли Абоский замок и захватили собранный за пять лет в Финляндии церковный налог «денарий святого Петра».
В 1322 году обе стороны предприняли последнюю попытку взять под свой контроль Карельский перешеек. Шведы совершили поход на Корелу, но он окончился полным провалом. Русские совершили крупный поход на Выборг.
Походом руководил великий князь Юрий Данилович. Были собраны крупные силы. Для обстрела замка использовалось шесть метательных машин. Осада продолжалась около месяца, было взято много пленных, но захватить замок так и не удалось.
Несмотря на длительные боевые действия, положение сторон с конца XIII века не изменилось. Неудачи последних походов показывали бесперспективность дальнейших столкновений. И Русь, и Швецию раздирали серьёзные внутренние конфликты. Ганза, нёсшая убытки от боевых действий, оказывала давление на обе стороны, требуя прекращения войны. В результате 12 августа 1323 года между Россией и Швецией был заключён Ореховский мирный договор на условиях компромисса.
Договор был заключен на Ореховом острове во вновь построенной русской крепости Орешек. С русской стороны присутствовал великий князь Юрий Данилович, а непосредственно от новгородцев посадник Варфоломей Юрьевич и тысяцкий Аврам. Юрий Данилович был назван в договоре великим князем (rex magnus, mukle konungher), а шведский король Магнус просто князем (rex, konungher). Договор зафиксировал существующее положение вещей, признавая за шведами и русскими фактически занимаемые ими земли. Это был единственный договор Новгородской республики, заключенный непосредственно великим князем. Ореховский мирный договор был первым мирным соглашением между Россией и Швецией, определившим все последующие мирные договоры вплоть до Тявзинского мирного договора.

## Последующая история поселений на Охте
После уничтожения Ландскроны крепость долгое время не возобновлялась, однако в силу удобного географического положения в XIV—XV вв. в устье Охты возникли поселения. В конце XV в., согласно Писцовой книге 1500 года, здесь располагались несколько десятков дворов с одним селом. В начале XVI в. известен небольшой городок на Охте под названием Невское устье, который к концу столетия разросся и имел Государев гостиный двор, таможню, а также кладбище с церковью Михаила Архангела, которая, по-видимому, находилась непосредственно на территории бывшей Ландскроны. В конце того же века там же отмечается населённый пункт («выставка») Венчище, название которого отсылает к русскому переводу Ландскроны (ср. город — городище).
В Смутное время вся территория оказалась захвачена шведами. В 1611 году на левом берегу Охты на месте Ландскроны была заложена крепость Ниеншанц, а на правом берегу расположился посад Ниен (Ниенштадт), получивший впоследствии права города. И крепость, и город просуществовали до завоевания Ингерманландии Петром I в 1703 году. Перед подходом русских войск к Ниеншанцу городские здания были сожжены самими шведами, население города было эвакуировано, а после захвата самой крепости и уничтожения деревянных укреплений на её валах был произведён взрыв, частично разрушивший и земляные сооружения. В дальнейшем на территории крепости был устроен плодопитомник (а затем — судоверфь), а посад Ниена был отведён под слободы мастеровых (Охтинские слободы).

## Археологические раскопки
Археологические работы и исследования культурного слоя на Охтинском мысу и Большой Охте велись Санкт-Петербургской археологической экспедицией Северо-Западного филиала Российского научно-исследовательского института культурного и природного наследия имени Д. С. Лихачёва (СЗНИИ) с 1992 года. Наиболее подробными стали археологические раскопки 2006-2009 годов под руководством П. Е. Сорокина. В середине 2000-х стало известно о планируемом строительстве в этом месте делового квартала с небоскрёбом — так называемого Охта-центра. С 2006 года на месте предполагаемого строительства начали проводиться широкомасштабные охранные археологические раскопки, в ходе которых были обнаружены валы и рвы Ниеншанца, а при дальнейших исследованиях — укрепления Ландскроны.
В ходе раскопок также были обнаружены следы укрепления, существовавшего в этом месте до Ландскроны. О нём в древних источниках нет никаких известий. Был обнаружен 80-метровый оборонительный ров шириной около 3 метров и глубиной 2 метра, за которым сохранились остатки вала. Во рву найдены массивные деревянные детали, которые могли являться частями крепостных стен. Ров этой крепости был засыпан перед началом строительства Ландскроны.
Остатки Ландскроны сохранилась намного лучше, чем ожидалось. Было вскрыто около 15 000 м², составлявших около 70% площади крепости. Хорошо сохранились крепостные рвы, укреплённые деревом, остатки стен, основание уникальной деревянной башни. На деревянных конструкциях обнаружены следы пожара. Раскопки дали уникальный научный материал и позволили составить представление о крепости и ответить на многие спорные вопросы.
Ландскрона была дерево-земляной крепостью, а не каменной, как предполагали некоторые историки. Было исследовано основание одной из деревянных башен, которое могло являться нижним ярусом башни-донжона: длина и ширина – 5,3 метра, сохранившаяся высота подземной части составляла 4 метра, в её основании был колодец. Остатки других башен, также как и стен,  в процессе раскопок обнаружены не были, но во рвах было найдено множество сгоревших остатков деревянных конструкций. Археологи изучили две линии рвов Ландскроны: 150 метров вдоль берега Охты и 140 метров со стороны нынешнего Комаровского проезда. Рвы, сохранившиеся местами на полную глубину, достигали до 3,5 метра. Во рву были найдены наконечники копий, арбалетные болты и наконечники стрел, а также два массивных железных наконечника длиной 19 сантиметров от стрел станковых арбалетов. Кроме этого, во рвах с южной стороны было обнаружено захоронение из более трехсот человек, вероятно, их перенесли в старые рвы Ландскроны шведы, уже во времена строительства Ниеншанца. Многие особенности конструкции указывают, что Ландскрона была хорошо укреплённой и мощной крепостью для своего времени.
В дальнейшем здесь же были обнаружены остатки неолитической стоянки, находившейся на этом месте, когда ещё не существовало самой Невы, а Охтинский мыс был берегом древнего моря.
Среди археологов археологический памятник на Охтенском мысу получил прозвище «Петербургской Трои». Общественность стала требовать переноса строительства небоскрёба в другое место и сохранения Охтинского мыса для науки. В итоге проект строительства был отменён.